# Plebeia
Plebeia é um gênero de abelha sem ferrão descrito por Schwarz em 1938, está presente desde o México até a Argentina e o Uruguai. Apresenta pequeno porte entre 3 a 4 mm e coloração predominantemente escura, com algumas espécies apresentando áreas pigmentadas em amarelo, essas áreas amarelas auxiliam na identificação do espécime.
Constroem seus ninhos em cavidades preexistentes como ocos de árvores, buracos em muros de pedra ou fendas em rochas graníticas, dependendo da espécie. Algumas espécies constroem as células de cria dispostas em cachos, enquanto outras em discos organizados. Geralmente espécies que constroem os ninhos em cachos ocupam cavidades menores e irregulares enquanto as que constroem em discos organizados preferem cavidades maiores e organizadas.
A população média de uma colônia varia muito com a espécie, vai desde 150 indivíduos para a Plebeia nigriceps, 2400 para Plebeia droryana até 7000 para Plebeia saiqui.
As espécies de abelha desse gênero tem potencial de produção de própolis e mel e podem então serem criadas em caixas racionais por meliponicultores.
O estabelecimento da colônia filha requer conexão com a colônia mãe por meio das operárias, a duração desta ligação varia entre as espécies, cerca de 1 mês para Plebeia mosquito e 2 meses para Plebeia poecilochroa.
O voo nupcial para Plebeia droryana tem duração aproximada de 15 minutos e após cerca de 40 dias a rainha começa a botar os ovos.
Observou-se em colônias que a taxa de postura diária da rainha é de 13 a 30 células para Plebeia julianii, aproximadamente 80 células para Plebeia droryana e acima de 220 para Plebeia remota.
Segundo trabalhos publicados "Há ainda um grande número de espécies novas não descritas no Brasil". Existem 41 espécies de Plebeia catalogadas até então, são elas:
| Gênero  | Espécie               | Nome popular                                | Distribuição                                                               | Pesquisador                               |
| Plebeia | Plebeia alvarengai    |                                             | Brasil (AM, MT, PA, RO)                                                    | Moure, 1995                               |
| Plebeia | Plebeia catamarcensis |                                             | Argentina e Brasil (MS, RS)                                                | Holmberg, 1903                            |
| Plebeia | Plebeia cora          |                                             | México                                                                     | Ayala, 1999                               |
| Plebeia | Plebeia droryana      | Mirim-droryana                              | Argentina, Bolívia, Brasil (BA, ES, MG, PR, PE, RS, RJ, SC, SP) e Paraguai | Friese, 1900                              |
| Plebeia | Plebeia emerina       | Mirim-emerina, tujuvinha-mirim              | Brasil (PR, RS, SC, SP) e Paraguai                                         | Friese, 1900                              |
| Plebeia | Plebeia emerinoides   |                                             | Argentina, Brasil, Paraguai e Uruguai                                      | Silvestri, 1902                           |
| Plebeia | Plebeia flavocincta   |                                             | Brasil (PR, RS, SC, SP) e Paraguai                                         | Cockerell, 1912                           |
| Plebeia | Plebeia franki        | Mimí                                        | Colômbia, Costa Rica e Panamá                                              | Friese, 1900                              |
| Plebeia | Plebeia fraterna      |                                             | Venezuela                                                                  | Laroca and Rodriguez-Parilli, 2009        |
| Plebeia | Plebeia frontalis     | Mimí                                        | México, Colômbia, Costa Rica, Guatemala, Honduras, Nicarágua e Panamá      | Friese, 1911                              |
| Plebeia | Plebeia fulvopilosa   |                                             | México                                                                     | Ayala, 1999                               |
| Plebeia | Plebeia goeldiana     |                                             | Venezuela                                                                  | Friese, 1900                              |
| Plebeia | Plebeia grapiuna      |                                             | Brasil (BA)                                                                | Melo and Costa, 2009                      |
| Plebeia | Plebeia guazurary     |                                             | Argentina                                                                  | Alvarez, Rasmussen and Abrahamovich, 2016 |
| Plebeia | Plebeia jatiformis    | Serenita                                    | México, Costa Rica, Guatemala e Panamá                                     | Cockerell, 1912                           |
| Plebeia | Plebeia julianii      | Mirim-preguiça-preta                        | Brasil (PR)                                                                | Moure, 1962                               |
| Plebeia | Plebeia kerri         | Lameojo, boca-de-vieja                      | Bolívia e Peru                                                             | Moure, 1950                               |
| Plebeia | Plebeia llorentei     |                                             | México                                                                     | Ayala, 1999                               |
| Plebeia | Plebeia lucii         |                                             | Brasil (ES, MG)                                                            | Moure, 2004                               |
| Plebeia | Plebeia malaris       |                                             | Peru                                                                       | Moure, 1962                               |
| Plebeia | Plebeia manantlensis  |                                             | México                                                                     | Ayala, 1999                               |
| Plebeia | Plebeia margaritae    |                                             | Brasil (AM, MT, RO) e Peru                                                 | Moure, 1962                               |
| Plebeia | Plebeia melanica      |                                             | México                                                                     | Ayala, 1999                               |
| Plebeia | Plebeia meridionalis  |                                             | Brasil (ES, MG, PR, RJ) e Paraguai                                         | Ducke, 1916                               |
| Plebeia | Plebeia mexica        |                                             | México                                                                     | Ayala, 1999                               |
| Plebeia | Plebeia minima        | Jati, mirim, lambe-suor, lameojo            | Bolívia, Brasil (AC, AP, AM, MA, MG, PA), Peru e Suriname                  | Gribodo, 1893                             |
| Plebeia | Plebeia molesta       |                                             | Argentina                                                                  | Puls, 1869                                |
| Plebeia | Plebeia mosquito      | Mirim-mosquito                              | Brasil (MG, RJ)                                                            | Smith, 1863                               |
| Plebeia | Plebeia moureana      |                                             | México                                                                     | Ayala, 1999                               |
| Plebeia | Plebeia nigriceps     | Mirim-nigriceps                             | Argentina, Brasil (PR, RS, SC, SP) e Paraguai                              | Friese, 1901                              |
| Plebeia | Plebeia parkeri       |                                             | México                                                                     | Ayala, 1999                               |
| Plebeia | Plebeia peruvicola    |                                             | Peru                                                                       | Moure, 1995                               |
| Plebeia | Plebeia phrynostoma   | Boca-de-sapo                                | Brasil (ES, MG)                                                            | Moure, 2004                               |
| Plebeia | Plebeia poecilochroa  |                                             | Brasil (BH, ES, MG, PE)                                                    | Moure and Camargo, 1995                   |
| Plebeia | Plebeia pulchra       |                                             | México                                                                     | Ayala, 1999                               |
| Plebeia | Plebeia remota        | Mirim-remota, abelha-preguiçosa, preguiçosa | Bolívia e Brasil (ES, MG, PR, RS, SC, SP)                                  | Holmberg, 1903                            |
| Plebeia | Plebeia saiqui        | Mirim-saiqui                                | Brasil (MG, PR, RS, RJ, SC, SP)                                            | Friese, 1900                              |
| Plebeia | Plebeia tica          |                                             | Costa Rica                                                                 | Wille, 1969                               |
| Plebeia | Plebeia tobagoensis   |                                             | Trinidad e Tobago                                                          | Melo, 2003                                |
| Plebeia | Plebeia variicolor    |                                             | Brasil (AM, PA, RO) e Peru                                                 | Ducke, 1916                               |
| Plebeia | Plebeia wittmanni     |                                             | Argentina, Brasil (RS) e Uruguai                                           | Moure and Camargo, 1989                   |